# Time (glasbena skupina)
Time je zagrebška rock skupina, ki jo je po odhodu iz Korni grupe Dado Topić skupaj z Vladimirjem Mihaljekom ustanovil v novembru 1971. Skupina je prvi album Time izdala leta 1972, naslednji album Time II je izšel leta 1975, zadnji album Život u čizmama s visokom petom pa je izšel leta 1976. Po številnih koncertih in sodelovanjih na raznih festivalih, je skupina leta 1977 prenehala z delovanjem.
Skupinin prvi album Time je bil leta 1998 uvrščen na 3. mesto, skupinin drugi album Time II pa na 52. mesto lestvice 100 najboljših jugoslovanskih rock in pop albumov v knjigi YU 100: najbolji albumi jugoslovenske rok i pop muzike.
Skupina je leta 2012 prejela nagrado Porin za življenjsko delo.

## Zgodovina
Dado Topić je septembra 1971 odšel iz skupine »Korni grupa« in v Zagrebu s pomočjo menedžerja Vladimirja Mihaljeka ustanovil zasedbo Time. Skupina je uradno nastala v novembru 1971. Prvo zasedbo so sestavljali: Dado Topić (vokal), Tihomir Pop Asanović (klaviature), Vedran Božić (kitara), Mario Mavrin (bas kitara), Ratko Divjak (bobni) in Brane Lambert Živković (flavta in klavir).

### Time
Prvi skupinin studijski album Time je izšel leta 1972. Avtor večine skladb na tem albumu je bil Topić, ki je nekaj skladb napisal še kot član Korni grupe. Prva naklada je bila izdana v 500 izvodih, ker je takrat veljalo prepričanje, da domači albumi nimajo komercialnega potenciala. Prodaja albuma se je naglo povečala tako, da je bila plošča ponovno izdana. Album vsebuje epsko skladbo »Za koji život treba da se rodim«, jazz orientirano »Kralj alkohol«, »Istina mašina«, »Hegedupa upa« in balado »Pjesma No. 3«. Time je bil leta 1998 uvrščen na 3. mesto lestvice najboljših jugoslovanskih rock in pop albumov v knjigi YU 100: najbolji albumi jugoslovenske rok i pop muzike.
Prva zasedba je odigrala nekaj prepričljivih koncertov, nato pa so se začeli odhodi posameznih članov iz skupine, kar je postala karakteristika zasedbe skozi celotno skupinino kariero. Najprej sta iz skupine odšla Živković in Mavrin, namesto njega pa so bas kitaro igrali Topić, Nenad Zubak in Čarli Novak. Divjak je zaradi obveznosti le občasno igral v skupini, zato ga je nadomestil Petar Petej, kasneje pa Ivan Stančić. Petej je bil v tem času zelo ugleden bobnar. Konec 60. let je bil član splitske zasedbe »Delfini« skupaj s klaviaturistom Encom Lesićem. Leta 1970 sta oba odšla h Indexom, kjer je Petej ostal samo dva meseca. Po koncu šolanja na glasbeni akademiji v Gradcu leta 1973 se je pridružil skupini Time.
Zaradi mnogih zamenjav glasbenikov je skupina včasih igrala v neobičajnih zasedbah. V Osijeku je enkrat nastopila skupina v zasedbi Petej in Topić, v Splitu pa je skupina nastopila v zasedbi Asanović, Petej in bas kitarist Mladen Baraković. Prva zasedba je z delovanjem prekinila v januarju leta 1973.
Topić je skupaj z Božićem nekaj mesecev preživel v Nemčiji, kjer sta igrala po klubih, Asanović pa je kot član Novih fosilov odšel na turnejo v Sovjetsko zvezo. Po vrnitvi v domovino je Topić nastopal z »Jugoslovansko pop selekcijo«, ki jo je ustanovil Asanović. Skupini Time in Pop selekcija sta sodelovali na Svetovnem mladinskem festivalu v vzhodnem Berlinu, kjer sta dobili nagrado za Asanovićevo skladbo »Berlin«. Skupina Time je nato igrala v Avstriji kot predskupina angleški skupini East of Eden in na BOOM festivalu 1973. Njihova skladba »Reci mi ciganko što u mome dlanu piše« je izšla na festivalski plošči Boom Pop Fest '73.

### Time II
V začetku leta 1974 je Topić sodeloval pri snemanju Asanovićevega albuma Majko Zemljo, kjer je sodeloval kot vokalist in avtor glasbe ter besedil. Člani »Pop selekcije« so kasneje ustanovili skupino »September«, s katero je Topić občasno nastopal. V tem letu je Topić dvakrat prestajal zaporno kazen zaradi izmikanja služenja vojaškega roka. Med prestajanjem kazni je napisal skladbe za naslednji skupinin album Time II, ki ga je posnel skupaj z Asanovićem, Divjakom in kitaristom Dragom Jelićem, ki je v Ljubljani prestajal vojaški rok. Album je izšel leta 1975 pri založbi PGP RTB. Na plošči so se znašle skladbe "Alfa Romeo GTA", "Dok ja i moj miš sviramo jazz", "Živjeti slobodno", balada "Da li znaš da te volim", "Divlje guske" in "Balada o 2000", kjer je glasbo pripeval Alberto Krasnić. Time II je bil leta 1998 uvrščen na 52. mesto lestvice najboljših jugoslovanskih rock in pop albumov v knjigi YU 100: najbolji albumi jugoslovenske rok i pop muzike.
Po končanem snemanju je Topič odšel na služenje vojaškega roka v Celje. Po vrnitvi iz vojske, je novembra 1975 promoviral album, zatem pa se je preselil v London, kjer je kot bas kitarist igral pri skupini »Foundations«. Pri skupini je prav tako igral Peco Petej. Po Angliji so odigrali 43 koncertov. Januarja 1976 pa je skupina »Foundations« odigrala nekaj koncertov po bivši Jugoslaviji. Po koncu te turneje sta Topić in Petej v Jugoslaviji obnovila Time. Pridružil se jima je še angleški klaviaturist Chris Nicholls. Nicholls je Topića in Peteja spoznal v skupini »Foundations«. Po posvetu z ostalimi člani skupine »Foundations« je za nekaj mesecev odšel v Jugoslavijo, kjer je ostal več kot tri leta.

### Život u čizmama s visokom petomin konec delovanja
Skupina Time je igrala na BOOM festivalu 1976 in njihova skladba "Da li znaš da te volim" je izšla na koncertni plošči festivala BOOM '76. Njihov naslednji album Život u čizmama s visokom petom je Topić posnel v Münchnu skupaj z Vedranom Božićem (kitara), Chrisom Nichollsom (klaviature), Ratkom Divjakom (bobni), Čarlijem Novakom (bas kitara), Ivanom Stančićem (bobni) in Zdenko Kovačiček (spremljevalni vokal). Pri tej plošči je Topić za temo postavil življenje rock zvezde. Na albumu se nahaja hit skladba "Rock'n'roll u Beogradu". Naslednji dve leti je skupina igrala na poslovilnih turnejah. Posnetek njihovega koncerta, ki ga je skupina izvedla 6. novembra 1976 v novosadskem studiu »Ivi« je izšel na dvojnem kompilacijskem albumu Randevu s muzikom. Dve pomembni skladbi, ki sta nastali v obdobju druge zasedbe sta "Život u čizmama s visokom petom" in "Divlje guske". Konec leta 1977 je sledil propadli poskus združitve skupin Time in K2, kjer bi bili v zasedbi Kornelije Kovač, Dado Topić, Ratko Divjak, Čarli Novak, Sloba Marković in Josip Boček. Ko sta se Božić in Petej konec leta 1977 zaposlila kot studijska glasbenika, je skupina Time prenehala z delovanjem.

## Po koncu delovanja skupine
Topić in Nicholls sta po koncu pristopila k beograjski skupini »Ribeli«, ki se je kasneje preimenovala v »Mama Co Co«. Skupina je redno nastopala v Domu mladine v Beogradu, na turneji »Putujući zemljotres« pa je skupina spremljala Zdravka Čolića. Topić je leta 1979 sodeloval s skupino »Smak«, saj je skupaj z Borisom Aranđelovićem pel na singlu »Na Balkanu«.
Topić je leta 1984 skupaj s Slađano Milošević za Pesem Evrovizije posnel pop skladbo »Princeza«, ki je izšla na maxi singlu.
Leta 1983 je Topić skupaj z zasedbo Pepel in kri posnel mini album Vodilja.
Konec 80. let dvajsetega stoletja se je Topić preselil v Avstrijo, kjer je leta 1993 izdal mini CD Call It Love.
Leta 1998 je Topić skupaj z Vedranom Božićem, Ratkom Divjakom in mladimi glasbeniki obudil skupino Time, ki občasno še koncertira.
Leta 2012 je skupina prejela nagrado Porin za življenjsko delo.

## Glasbeni stil skupine
Skupina Time je izvajala progresivni rock z nekaj primesmi jazza, podobno stilom skupin King Crimson, Genesis ali Steely Dan. Na skupininem prvem albumu Time lahko slišimo Hammond orgle, flavto in klavir. Time II vsebuje trši zvok in vključuje nekaj balad. Tretji in zadnji album Život u čizmama s visokom petom je v stilu jazz-funka. Najbolj znane skladbe skupine Time so "Da li znaš da te volim", "Rock 'n' roll u Beogradu", "Istina mašina" in druge.

## Člani

### Prva zasedba
- Dado Topić - vokal, bas kitara
- Tihomir Pop Asanović - klaviature
- Ratko Divjak - bobni
- Vedran Božić - kitara
- Mario Mavrin - bas kitara
- Brane Lambert Živković - flavta, klavir

### Ostali člani
- Čarli Novak - bas kitara
- Petar "Peco" Petej - bobni
- Ivan "Piko" Stančić - bobni
- Mladen Baraković - bas kitara
- Nenad Zubak - bas kitara
- Dragi Jelić - kitara
- Christopher Nicholls - klaviature

## Diskografija

### Studijski albumi
- Time (1972)
- Time II (1975)
- Život u čizmama s visokom petom (1976)

### Singli
- "Reci Ciganko, što mi u dlanu piše" (1973)
- "Kad jednom otkrijem čovjeka u sebi" (1975)
- "Kad smo ja i moj miš bili bokseri" (1976)
- "Tini - Tina" (1976)

### Kompilacijski albumi
- Time & Dado Topić (1996)
- Vrijeme (2000)
- The Ultimate Collection (2007)